# Reporter Blues
Reporter Blues (レポーターブルース, Repōtā Burūsu) est une série télévisée d'animation italo-japonaise de 52 épisodes de 26 minutes produite en 1989 et diffusée du 1er juin 1991 au 31 décembre 1991 sur la chaine japonaise NHK. La série est créée  par Marco Pagot et réalisée par Kenji Kodama. 
En France, la première série est diffusée du 3 octobre 1991 au 8 novembre 1991 sur Canal+, puis est rediffusée à partir du 8 janvier 1992 dans le Club Dorothée.
La seconde série produite en 1991 est diffusée tardivement en France, à partir de mars 2006 sur TF1.

## Synopsis
France, années 1920 ou 1930. Une belle rousse, Antoinette « Tony » Dubois, devient journaliste à La Voix de Paris. Tony a deux passions : son chat Filippon et son saxophone qu'elle utilise pour jouer du jazz ou du blues. Avec son équipier le photographe Alain Pichet, Tony commence à fréquenter la haute société et à couvrir les évènements importants. C'est ainsi qu'elle remarque Mme Ralin, une riche femme à la tête d'un énorme cartel criminel. Tony et Alain commencent à enquêter sur ses activités pour la capturer. Durant leurs enquêtes, Tony et Alain vont vivre des aventures aux quatre coins de Paris (au Louvre, sur la Tour Eiffel, à l'Opéra Garnier), sur le Normandie, à bord de l'Orient-Express, en Espagne et même en Amérique et rencontrer de nombreuses personnalités de l'époque (Al Capone, Johnny Weissmuller, Coco Chanel, etc.).

## Distribution
Voix françaises
- Anne Rondeleux : Antoinette « Tony » Dubois
- François Leccia : Alain Pichet
- Michèle Bardollet : Mme Ralin
- Lucie Dolène : Mme Léontine, Pierrot, Mme Calvignac
- Gérard Dessalles : Inspecteur Calvignac, Lagrange
- Jean-François Kopf :	Igor

Voix originales (Japon)
- Sumi Shimamoto : Antoinette « Tony » Dubois
- Daiki Nakamura : Alain Pichet
- Ryōko Kinomiya : Mme Ralin

Voix originales (Italie)
- Laura Boccanera (saison 1) puis Francesca Fiorentini (saison 2) : Antoinette "Tony" Dubois
- Oreste Baldini : Alain
- Paila Pavese (saison 2) : Mme Ralin
- Gino Pagnani : Igor

## Episodes

### Saison 1 (1989-1990)
1. L'arrivée à Paris
2. Le jour de gloire
3. La grande course
4. La disparition
5. Madame Ralin
6. Une bombe sur la tour Eiffel
7. La déclaration
8. Le collier de la reine
9. L'évasion
10. Paris attend
11. Un avion pour Tony
12. Le vol d'Alain
13. Le fantôme de l'opéra
14. Madame Ralin a disparu
15. Les arènes
16. Le Normandie
17. Le cirque de Buffalo Bill
18. Le mystère du Louvre
19. Le chat a été enlevé
20. L'enfant perdu
21. Le rayon jaune
22. Le mystérieux voleur
23. L'imposteur
24. S.O.S.
25. Le train
26. Un bel anniversaire

### Saison 2 (1991)
1. Babette
2. Le cheval enlevé
3. Un neveu efficace
4. Un timbre précieux
5. La vente aux enchères
6. La régate
7. Les musiciens
8. Haute montagne
9. La bague
10. Les promoteurs
11. Des arbres précieux
12. La voiture de l'avenir
13. L'oncle d'Amérique
14. La balle en or
15. La femme pilote
16. Le testament
17. Le tour de Paris
18. La robe de mariée
19. Les Marseillais
20. La course de motos
21. Le ballet russe
22. Les faux tableaux
23. Un incendie suspect
24. Un chien de prix
25. L'arrivée de l'Orient Express
26. Les écureuils